# 都島中通
都島中通（みやこじまなかどおり）は、大阪府大阪市都島区にある町名。現行行政地名は都島中通一丁目から都島中通三丁目。

## 地理
大阪市都島区の中央部に位置する。北は都島本通、西は都島南通、南は東野田町、東は城東区野江にそれぞれ接する。

## 歴史

### 地名の由来
都島は、かつて難波宮に都が置かれていた経緯から、付近の島々を総称してこの地を都島と呼び、島々が陸続きとなり各地に村落が生まれた後もその呼称が残ったとされる。

## 世帯数と人口
2019年（平成31年）3月31日現在の世帯数と人口は以下の通りである。
| 丁目           | 世帯数    | 人口    |
| -------------- | --------- | ------- |
| 都島中通一丁目 | 630世帯   | 1,096人 |
| 都島中通二丁目 | 1,358世帯 | 2,449人 |
| 都島中通三丁目 | 1,393世帯 | 2,505人 |
| 計             | 3,381世帯 | 6,050人 |

### 人口の変遷
国勢調査による人口の推移。
| 1995年（平成7年）  | 6,019人 | [ 6 ]  |  |
| 2000年（平成12年） | 5,959人 | [ 7 ]  |  |
| 2005年（平成17年） | 6,040人 | [ 8 ]  |  |
| 2010年（平成22年） | 6,036人 | [ 9 ]  |  |
| 2015年（平成27年） | 5,922人 | [ 10 ] |  |

### 世帯数の変遷
国勢調査による世帯数の推移。
| 1995年（平成7年）  | 2,790世帯 | [ 6 ]  |  |
| 2000年（平成12年） | 2,958世帯 | [ 7 ]  |  |
| 2005年（平成17年） | 2,962世帯 | [ 8 ]  |  |
| 2010年（平成22年） | 3,028世帯 | [ 9 ]  |  |
| 2015年（平成27年） | 2,908世帯 | [ 10 ] |  |

## 学区
市立小・中学校に通う場合、学区は以下の通りとなる。なお、小学校・中学校入学時に学校選択制度を導入しており、通学区域以外に都島区の小学校・中学校から選択することも可能。
| 丁目           | 番                                         | 小学校               | 中学校             |
| -------------- | ------------------------------------------ | -------------------- | ------------------ |
| 都島中通一丁目 | 全域                                       | 大阪市立都島小学校   | 大阪市立都島中学校 |
| 都島中通二丁目 | 全域                                       | 大阪市立東都島小学校 | 大阪市立桜宮中学校 |
| 都島中通三丁目 | 1～3番 4番5～14号 5番6～24号・43号 6～23番 | 大阪市立東都島小学校 | 大阪市立桜宮中学校 |
| 都島中通三丁目 | その他                                     | 大阪市立桜宮小学校   | 大阪市立桜宮中学校 |

## 事業所
2016年（平成28年）現在の経済センサス調査による事業所数と従業員数は以下の通りである。
| 丁目           | 事業所数  | 従業員数 |
| -------------- | --------- | -------- |
| 都島中通一丁目 | 49事業所  | 460人    |
| 都島中通二丁目 | 83事業所  | 465人    |
| 都島中通三丁目 | 116事業所 | 529人    |
| 計             | 248事業所 | 1,454人  |

## 施設
- 大阪都島自動車学校
- 都島公園
- 普賢寺
- 正法寺
- 万代 都島店
- ライフ 桜ノ宮店

## 交通

### 道路
- 大阪市道赤川天王寺線

## その他

### 日本郵便
- 〒534-0022[3]（集配局：都島郵便局[14]）